# ロンドン条約 (1359年)
ロンドン条約（ロンドンじょうやく、フランス語: Traités de Londres、英語: Treaty of London）、または第二次ロンドン条約（だいにじロンドンじょうやく、フランス語: Deuxième traité de Londres、英語: Second Treaty of London）は、百年戦争中の1359年にイングランド王国によって提示され、フランス王国が受諾した条約。

## 概要
イングランド王国のエドワード黒太子がポワティエの戦いでフランス軍を撃破してフランス王ジャン2世を捕らえると、ジャン2世はイングランドの提示した講和の条件を受けざるを得なかった。
条約によりイングランドは西フランスのノルマンディー、アンジュー、メーヌ、アキテーヌの広大な領土、およびカレー、ポンティユーを併合、さらにブルターニュ公国の宗主権も確保した。これはヘンリー2世時代の領土まで回復した上、ヘンリー2世時代はフランスの封土だったが今度はフランスとは独立した領土となる。さらにジャン2世の身代金が400万エキュと定められた。
しかし、条約は領土を割譲しすぎとしてフランスの三部会で拒絶された。これは1359年11月のエドワード3世によるフランス再侵攻を引き起こした。カレーから進軍したエドワード3世に対しフランスは会戦を避け、エドワード3世はランスとパリに失敗した上に軍の状況が悪かったため交渉を再開せざるを得なかった。結局イングランドは譲歩し、最終的な講和条約であるブレティニー条約ではアキテーヌとカレーしか獲得できず、ジャン2世の身代金も減額された。